# Tank (cantante)
Durrell Babbs (Milwaukee, Wisconsin, Estados Unidos; 1 de enero de 1976), más conocido por su seudónimo Tank, es un cantante, compositor y productor de R&B. Comenzó su carrera musical cuando hacía coros Ginuwine en uno de sus tours, y debido al gran éxito lanzó su primer álbum llamado Force of Nature, con el que consiguió alcanzar el lugar #10 en la lista de los diez más populares de Billboard con el sencillo "Maybe I Deserve". Tank tiene créditos en producción y composición, por haber trabajado con Dave Hollister, Marques Houston, Omarion, Jamie Foxx, Donell Jones y Mónica entre otros.
Hizo un cameo en la película norteamericana Dreamgirls, la cual protagonizan Beyoncé Knowles, Jennifer Hudson y Jamie Foxx.

## Historia.
Durrell adquirió el apodo "Tank" debido a su destreza física. Tuvo la oportunidad de desarrollar una carrera profesional de fútbol, pero optó por seguir una carrera en la música en su lugar. Ha lanzado 7 álbumes en el lapso de su carrera en solitario y uno como parte del trío de R&B "TGT". Con la excepción de su álbum de Sophomore "One Man" y su sexto álbum "Stronger", cada una de sus carátulas del álbum lo mostraba sin camisa. En su álbum debut de 2001, "Force of Nature", Tank grabó una canción titulada "Kill 4 U". La premisa de la canción es un resumen romántico de los eventos que ocurren en la novela de James M. Cain, "Double Indemnity" (aunque nunca se ha revelado si Tank escribió o no la canción con la intención de conectarla a la novela).

## Premios.
- Nominaciones a los Grammy
  - 2008, Best R&B Male Vocal Performance: "Please Don't Go"
  - 2008, Best R&B álbum:  "Rata inglesa"